# Емілі Ле Пеннек
Емілі Ле Пеннек (фр. Emilie Le Pennec; нар. 31 грудня 1987) - французька гімнастка, олімпійська чемпіонка.

## Виступи на Олімпіадах
| Олімпіада  | Дисципліна         | Місце              |
| ---------- | ------------------ | ------------------ |
| Афіни 2004 | вільні вправи      | 17 (кваліфікація)  |
| Афіни 2004 | опорний стрибок    | 23T (кваліфікація) |
| Афіни 2004 | різновисокі бруси  | 1                  |
| Афіни 2004 | колода             | 44T (кваліфікація) |
| Афіни 2004 | абсолютна першість | 14                 |
| Афіни 2004 | командна першість  | 6                  |